# Itatira
Itatira is een gemeente in de Braziliaanse deelstaat Ceará. De gemeente telt 18.875 inwoners (schatting 2009).
De gemeente grenst aan Canindé, Madalena en Santa Quitéria.

## Galerij

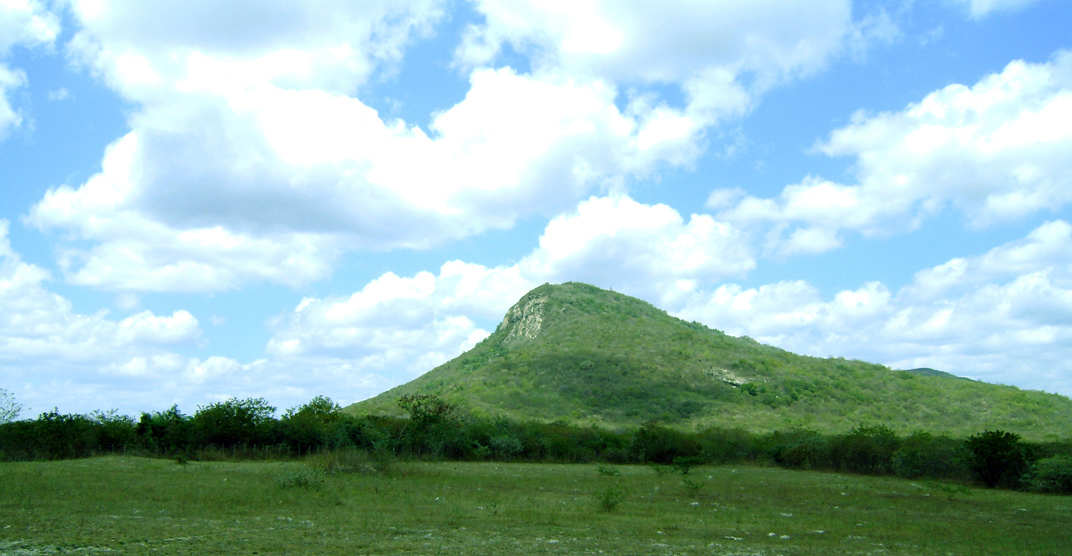
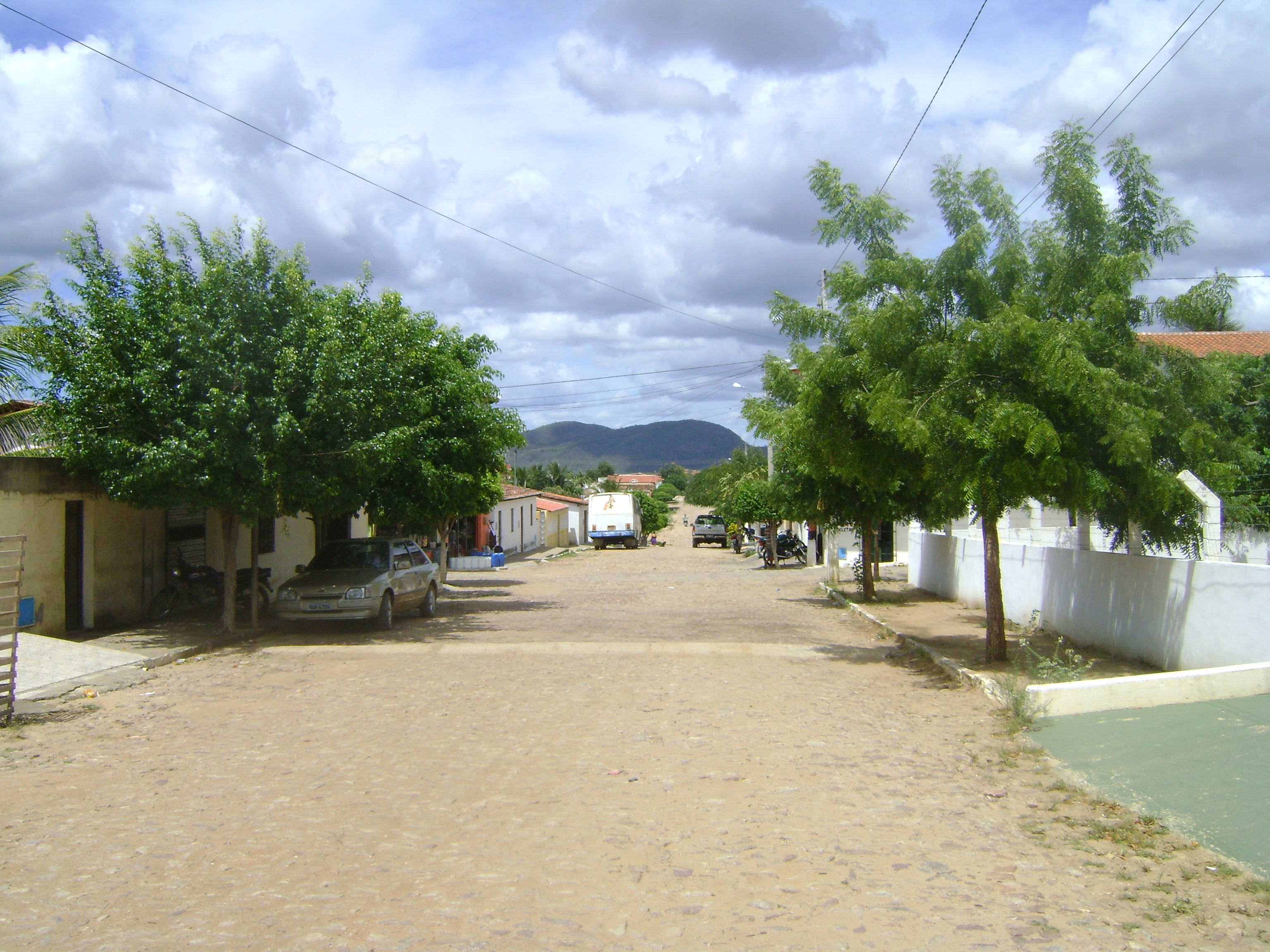
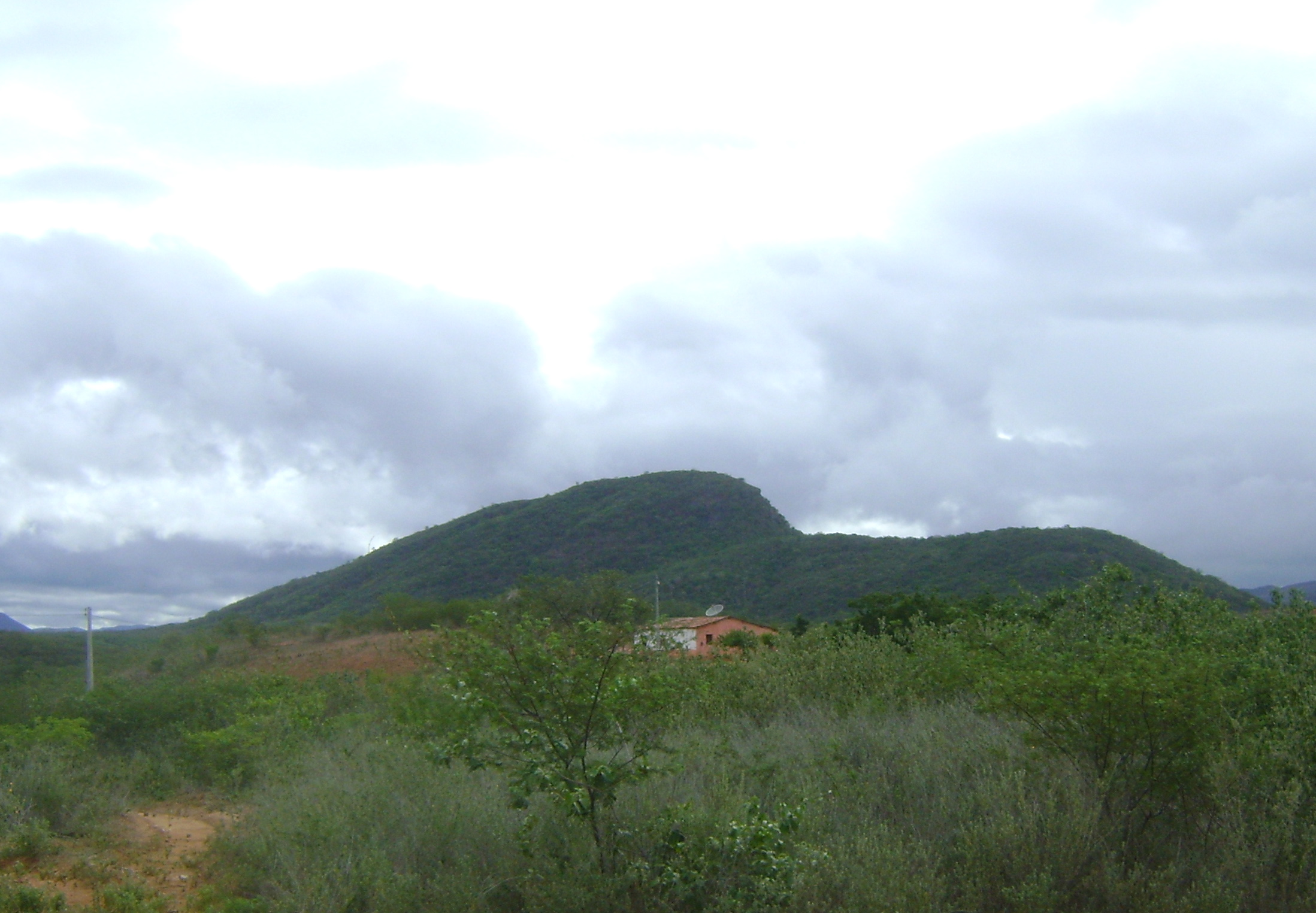